# Constance Brandh
Adolphina Constantia (Constance) Brandh, född 12 januari 1810 i Sankt Nikolai församling, Stockholm, död 6 november 1901 i Katarina församling, Stockholm, var en svensk lärare och tonsättare.

## Biografi
Adolphina Constantia Brandh föddes 12 januari 1810 i Sankt Nikolai församling, Stockholm. Hon var dotter till kontrollören vid Stora Sjötullen Daniel Brandh och Anna Elisabeth Norbeck.
Hon flyttade 1836 till Söderhamn, där hon arbetade som guvernant. 1839 flyttade hon tillbaka till Stockholm. Hon bodde 1847 på prästgården i Veckholm och arbetade där som guvernant.
1848 flyttade tillbaka till Stockholm och bosatte sig i Klara församling. Hon bodde 1851 i Sankt Nikolai församling och arbetade som lärare. 1862 flyttade hon till Sigtuna. 1865 flyttade hon till Katarina församling. 1867 flyttade hon till Maria Magdalena församling i Stockholm. 1870 flyttade hon till Hedvig Eleonora församling. 1874 flyttade hon till Maria Magdalena församling.
1875 flyttade hon till Katarina församling. Brandh avled 6 november 1901 i Katarina församling, Stockholm.

## Verk

### Pianoverk
- Composition facile[18]

- Mazurka (Polka-Mazurka).[19]

- Polka de salon, op. 6.[20]

- Etyd i ciss-moll för pianoforte, op. 7.[21]

- Variationer för pianoforte över en favoritmelodin Hur skönt ler solen och hur vänligt hoppar dess milda stråle ifrån gren till gren ur Frithiofs saga.[22]

### Sånger
- Sång På östervågor simmar en drake. Tillägnad prinsessan Sofia, hertiginna av Östergötland vid landstigningen den 19 juni 1857.[23]